# Памятник экипажам судов «Севск», «Себеж» и «Нахичевань», погибшим 19 января 1965 года на трудовом посту
Памятник экипажам судов «Севск», «Себеж» и «Нахичевань», погибшим 19 января 1965 года на трудовом посту — монумент в Невельске в память об экипажах судов, трагически погибших в Беринговом море, практически в одно время, в результате шторма, сопровождавшегося морозами и интенсивным обледенением судов.

## Описание
Памятник выполнен из гранита, высотой 4 метра и весом около 11 тонн. Представлена композиция из четырёх фигур рыбаков, стоящих на высоком постаменте. Рыбаки борются с обледенением, а капитан зажигает фальшфейер, как последнюю надежду. В 2010 году было предложено перенести памятник, после этого он стал обращен к городу, а не к морю. Тем самым символизирует, что рыбаки устремляют зов о помощи к своим землякам.
На двух мемориальных досках, установленных по обе стороны постамента, нанесены имена членов экипажей всех трёх судов: «Севск», «Себеж» и «Нахичевань», а также слова глубокого соболезнования семьям погибших моряков.

## История
Гибель рыболовных траулеров «Бокситогорск», «Севск», «Себеж» и «Нахичевань» в Беринговом море произошла 19 января 1965 года в результате шторма. Погибло 106 моряков. Траулером «Уруп» был спасен только мастер добычи Анатолий Охрименко и поднято тело матроса Валентина Ветрова. Известно, что том шторме погибли экипажи ещё шести японских рыболовных судов.
По хронологии событий: в 10 часов 18 января 1965 года связь прекратил СРТ «Нахичевань», в 24 часа — СРТ «Себеж», в 6 часов 19 января 1965 года — СРТ «Севск».
В течение двух недель свыше ста судов, авиация вели поиск потерпевших бедствие, но в море удалось обнаружить лишь некоторые предметы из снаряжения погибших траулеров".
1 июля 1967 года в Невельске, который был портом приписки «Севска», «Себежа» и «Нахичевани», состоялось открытие памятника погибшим экипажам сахалинских траулеров. Первоначально, бетонный монумент, изготовленный Московским отделением производственного комбината художественного фонда РСФСР, был установлен на сопке над улицей Нагорная.
Монумент погибшим рыбакам не только стал городской достопримечательностью, но и был своеобразным маяком-ориентиром для людей, находящихся в море, так как белый памятник было хорошо видно издалека.
В 1980 году высказывалось предложение о переносе памятника из опасного района. Тогда специальная комиссия произвела осмотр площадки, на которой был сооружён памятник, после оползня 6 апреля 1980 года и отметила, что состояние площадки и склона сопки не исключает её дальнейшего разрушения. В случае принятия решения о переносе предлагалось новое место, а именно район открытой танцевальной площадки ниже по склону сопки.
2 августа 2007 года в 2 часа 37 мин по Гринвичу (это 13 час 37 мин по сахалинскому времени) в акватории Татарского пролива вблизи острова Сахалин произошло сильное землетрясение с магнитудой 6,2, названное Невельским землетрясением. В результате монумент, стоявший на сопке, был сильно поврежден. Скульптурная композиция из бетона лопнула и разделилась на четыре крупных фрагмента, удерживаемых арматурой, голова центральной фигуры и рука с факелом обломились и упали на землю. Постамент развернулся на несколько градусов, а две из четырёх мемориальных досок были выворочены из фундамента и отброшены на склон сопки, обращенный к городу. Асфальтовая площадка, на которой был установлен памятник, покрылась многочисленными трещинами и вздутиями. По итогу проверки и мониторинга, проведенного 31 августа 2007 года, объект был признан аварийным . Всероссийское общество охраны памятников истории и культуры включило его в Список утраченных памятников истории и культуры в 2007 году. К концу 2007 года памятник экипажам судов «Севск», «Себеж» и «Нахичевань» был демонтирован.
9 января 2010 года к 45-летию со дня трагедии был открыт новый памятник, созданный сахалинским скульптором В. Н. Чеботаревым. Новый монумент не является точной копией предыдущего, он воплощение той же концепции другим автором. В центре его композиции также помещена скульптурная группа: четыре рыбака борются с обледенением, капитан зажигает фальшфейер — последнюю надежду. Монумент выполнен из манцуровского гранита, очень прочной породы камня, которой не страшны морская вода и агрессивная среда побережья. Он поставлен на мощном фундаменте, который готов был выдержать землетрясение в 7-8 баллов.
Позже из-за опасности оползней место для установки памятника было задумано перенести. В 2010 году по результату опроса жителей Невельского города место размещения монумента была выбрана городская набережная вдоль улицы Береговая, как самое популярное место города. В конечном варианте памятник рыбакам стоит у залива и обращён от моря к городу, а не от города к морю, как раньше. Он символизирует, что рыбаки ждут помощи.
Монумент погибшим рыбакам имеет большое символическое, культурное и мемориальное значение в жизни города Невельск. Стало священной традицией, каждый год, в день трагедии, 19 января, проводить у памятника общегородскую траурную церемонию.
В 2014 году памятник и прилегающую территорию благоустроили, на этом месте появился "Сквер памяти трагически погибших рыбаков СРТ «Севск», «Себеж», «Нахичевань».